# Nikołaj Kolesnikow (sztangista)
Nikołaj Aleksiejewicz Kolesnikow, ros. Николай Алексеевич Колесников (ur. 15 lutego 1952 w Naratli, Tatarstan) – radziecki sztangista, złoty medalista olimpijski, wielokrotny mistrz świata i Europy w podnoszeniu ciężarów.

## Biografia
Nikołaj Kolesnikow z Tatarstanu zaczął podnosić ciężary w 1970 podczas służby w Armii Radzieckiej w Szachtach, w obwodzie rostowskim, gdzie trenował pod kierunkiem Rudolfa Plukfieldiera (złotego medalisty olimpijskiego z Tokio 1964). W 1974 został wybrany do radzieckiej kadry narodowej. W swojej karierze zdobył złoto olimpijskie w 1976, był mistrzem świata w latach 1976–1978 oraz wicemistrzem w latach 1974–1975, jak również mistrzem Europy w latach 1976–1979 i wicemistrzem w 1975. Był także mistrzem Związku Radzieckiego w wadze piórkowej w latach 1975 i 1977–1979 oraz wicemistrzem w 1976, jak również zdobywcą Puchar ZSRR w latach 1976–1977. Ustanowił osiem rekordów świata w wadze piórkowej: sześć w podrzucie i dwa w dwuboju.
Karierę sportową zakończył w 1980, kiedy nie został wybrany do radzieckiej drużyny olimpijskiej. Od 1978 pracował jako agent milicji w specjalnej jednostce milicji w ministerstwie spraw wewnętrznych Tatarskiej ASRR w Kazaniu, a w 1983 ukończył kazańską Akademię Policyjną. Pod koniec lat 90. XX wieku powrócił do podnoszenia ciężarów jako trener, a po 2000 był przez kilka lat głównym trenerem rosyjskiej reprezentacji juniorów w podnoszeniu ciężarów.
Córka Nikołaja Kolesnikowa, Anastasija, uprawiała gimnastykę sportową i zdobyła m.in. srebrny medal olimpijski w Sydney 2000 (w wieloboju drużynowym).

## Starty olimpijskie
- Montreal 1976 –  złoty medal (waga piórkowa)

## Mistrzostwa świata
- Manila 1974 –  srebrny medal (waga piórkowa)
- Moskwa 1975 –  srebrny medal (waga piórkowa)
- Montreal 1976 –  złoty medal (waga piórkowa) – mistrzostwa rozegrano w ramach zawodów olimpijskich
- Stuttgart 1977 –  złoty medal (waga piórkowa)
- Gettysburg 1978 –  złoty medal (waga piórkowa)

## Mistrzostwa Europy
- Moskwa 1975 –  srebrny medal (waga piórkowa)
- Berlin 1976 –  złoty medal (waga piórkowa)
- Stuttgart 1977 –  złoty medal (waga piórkowa)
- Hawierzów 1978 –  złoty medal (waga piórkowa)
- Warna 1979 –  złoty medal (waga piórkowa)